# Рашид Геззаль
Раши́д Гезза́ль (фр. Rachid Ghezzal, нар. 9 травня 1992, Десін-Шарп'є) — французький футболіст алжирського походження, півзахисник турецького клубу «Чайкур Різеспор».

## Клубна кар'єра
Вихованець футбольного клубу «Олімпік» (Ліон). Дебютував в першій команді 4 жовтня 2012 року в матчі Ліги Європи проти «Хапоеля» з Кір'ят-Шмони.
21 жовтня 2012 року півзахисник вперше зіграв в Лізі 1, за 12 хвилин до кінця зустрічі з «Брестом» змінив на полі Бафетімбі Гоміса. 24 лютого 2013 року Геззаль забив перший гол за «Ліон», вразивши ворота Фаб'єна Одара з «Лор'яна»
. Загалом провів у команді п'ять сезонів, протягом останніх двох з яких був серед гравців її основного складу. Попри це у червні 2017 року було оголошено, що дію контракту гравця із клубом подовжено не буде.
Натомість 7 серпня того ж 2017 року півзахисник уклав чотирирічну угоду з «Монако». А вже за рік приєднався до англійського «Лестер Сіті». В Англії стати основним гравцем команди Геззаль не зміг і 2 вересня 2019 року був відданий в оренду до італійської «Фіорентини». Протягом сезону 2019/20 взяв участь у 19 матчах Серії A.
По завершенні оренди гравця флорентійський клуб не скориставця опцією з викупу контракту гравця, і він повернувся до «Лестера». 5 жовтня 2020 року також на правах оренди перебрався до турецького «Бешикташа».

## Виступи за збірну
Рашид Геззаль має подвійне франко-алжирське громадянство і в березні 2013 року заявив про бажання виступати за збірну Алжиру, як його брат Абделькадер
. Проте в травні-червні того ж року півзахисник взяв участь в традиційному молодіжному турнірі в Тулоні у складі молодіжної збірної Франції. Геззаль дебютував у команді 28 травня. Він замінив на початку другого тайму зустрічі з однолітками із США Валентена Ессеріка і наприкінцівці матчу забив гол у ворота суперника
. Після цього півзахисник зіграв ще в трьох матчах турніру, допомігши команді зайняти третє місце.
2015 року прийняв пропозицію захищати на рівні національних збірних кольори історичної батьківщини батьків і того ж року дебютував в іграх за збірну Алжиру.
| Дата       | Місто       | Господарі           | Результат  | Гості      | Турнір                                   | Голи | Примітки |
| ---------- | ----------- | ------------------- | ---------- | ---------- | ---------------------------------------- | ---- | -------- |
| 26-3-2015  | Доха        | Катар               | 1 – 0      | Алжир      | товариський матч                         | -    | 46'      |
| 30-3-2015  | Доха        | Оман                | 1 – 4      | Алжир      | товариський матч                         | -    | 84'      |
| 17-11-2015 | Бліда       | Алжир               | 7 – 0      | Танзанія   | Відбір до ЧС 2018                        | -    | 67'      |
| 25-3-2016  | Бліда       | Алжир               | 7 – 1      | Ефіопія    | Відбір до Кубка африканських націй 2017  | 1    | 74'      |
| 29-3-2016  | Аддис-Абеба | Ефіопія             | 3 – 3      | Алжир      | Відбір до Кубка африканських націй 2017  | -    | 76'      |
| 2-6-2016   | Вікторія    | Сейшельські Острови | 0 – 2      | Алжир      | Відбір до Кубка африканських націй 2017  | -    | 72'      |
| 9-10-2016  | Бліда       | Алжир               | 1 – 1      | Камерун    | Відбір до ЧС 2018                        | -    | 77'      |
| 7-1-2017   | Бліда       | Алжир               | 3 – 1      | Мавританія | товариський матч                         | -    | 57'      |
| 15-1-2017  | Франсвіль   | Алжир               | 2 – 2      | Зімбабве   | Кубок африканських націй 2017 - 1-й етап | -    | 78'      |
| 19-1-2017  | Франсвіль   | Алжир               | 1 – 2      | Туніс      | Кубок африканських націй 2017 - 1-й етап | -    | 69'      |
| 23-1-2017  | Франсвіль   | Сенегал             | 2 – 2      | Алжир      | Кубок африканських націй 2017 - 1-й етап | -    | 83'      |
| 2-9-2017   | Лусака      | Замбія              | 3 – 1      | Алжир      | Відбір до ЧС 2018                        | -    | 58'      |
| 7-10-2017  | Яунде       | Камерун             | 2 – 0      | Алжир      | Відбір до ЧС 2018                        | -    | 75'      |
| 8-9-2018   | Бакау       | Гамбія              | 1 – 1      | Алжир      | Відбір до Кубка африканських націй 2019  | -    | 71'      |
| 12-10-2018 | Бліда       | Алжир               | 2 – 0      | Бенін      | Відбір до Кубка африканських націй 2019  | -    | 79'      |
| 16-10-2018 | Котону      | Бенін               | 1 – 0      | Алжир      | Відбір до Кубка африканських націй 2019  | -    | 46'      |
| 25-3-2021  | Лусака      | Замбія              | 3 – 3      | Алжир      | Відбір до Кубка африканських націй 2021  | 1    | 46'      |
| 3-6-2021   | Бліда       | Алжир               | 4 – 1      | Мавританія | товариський матч                         | -    | 69'      |
| 11-6-2021  | Радес       | Туніс               | 0 – 2      | Алжир      | товариський матч                         | -    | 89'      |
| 29-3-2022  | Бліда       | Алжир               | 1 – 2 д.ч. | Камерун    | Відбір до ЧС 2022                        | -    | 109'     |
| 4-6-2022   | Алжир       | Алжир               | 2 – 0      | Уганда     | Відбір до Кубка африканських націй 2023  | -    | 31' 69'  |
| 12-6-2022  | Доха        | Іран                | 1 – 2      | Алжир      | товариський матч                         | -    | 71'      |
| Усього     |             | Матчів              | 22         |            | Голів                                    | 2    |          |

## Титули і досягнення
- Чемпіон Туреччини (1):

«Бешикташ»: 2020–21
- Володар Кубка Туреччини (2):

«Бешикташ»: 2020–21, 2023–24
- Володар Суперкубка Англії (1):

«Лестер Сіті»: 2021
- Володар Суперкубка Туреччини (1):

«Бешикташ»: 2021